# Campeonato Mundial de Basquetebol Feminino de 2002
O Campeonato Mundial de Basquetebol Feminino de 2002 foi a 14ª edição do Campeonato Mundial de Basquetebol Feminino. Foi disputado na China, organizado pela Federação Internacional de Basquetebol (FIBA) e pela Federação Chinesa de Basquetebol.

## Locais de Competição
| Cidade       | Local                |
| ------------ | -------------------- |
| Wuzhong      |                      |
| Taicang      |                      |
| Zhangjiagang |                      |
| Changshu     |                      |
| Suzhou       | Suzhou Sports Center |
| Changzhou    |                      |
| Huaian       |                      |
| Zhenjiang    |                      |
| Nanjing      | Wutaishan Gymnasium  |

## Equipes Participantes
Exceto pela China, que se classificou automaticamente por ser o país-sede, e pelos Estados Unidos, que se classificaram por serem os atuais campeões olímpicos, as 14 equipes restantes se classificaram pelos torneios continentais qualificatórios:

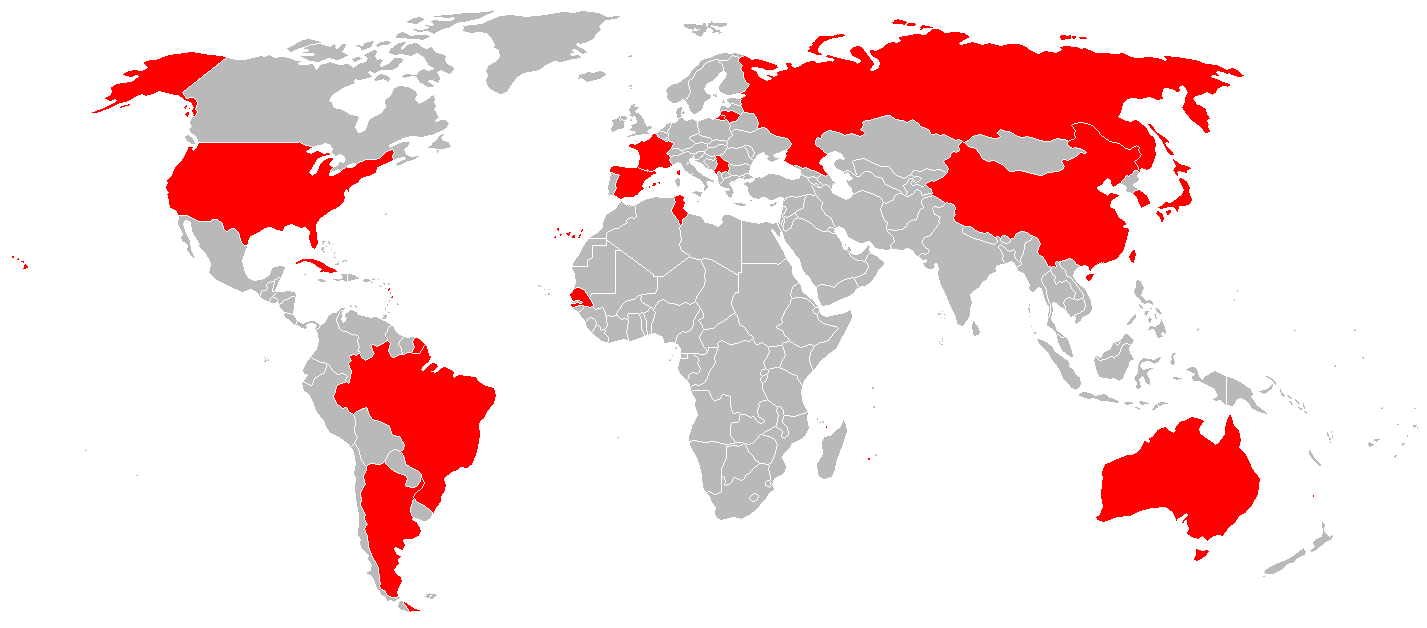
Times classificados

| Group A   | Group B    | Group C        | Group D       |
| --------- | ---------- | -------------- | ------------- |
| Japão     | Brasil     | Lituânia       | Coreia do Sul |
| Argentina | China      | Taipé Chinês   | Tunísia       |
| Austrália | Iugoslávia | Estados Unidos | França        |
| Espanha   | Senegal    | Rússia         | Cuba          |

## Fase Preliminar

### Grupo A
| Time      | Pts | V | D | PP  | PC  |
| --------- | --- | - | - | --- | --- |
| Austrália | 6   | 3 | 0 | 256 | 164 |
| Espanha   | 5   | 2 | 1 | 255 | 191 |
| Argentina | 4   | 1 | 2 | 182 | 247 |
| Japão     | 3   | 0 | 3 | 181 | 272 |

| 14 de setembro |  | Japão | 65–74 | Argentina |  | Wuzhong |  |

| 14 de setembro |  | Austrália | 73–58 | Espanha |  | Wuzhong |  |

| 15 de setembro |  | Argentina | 53–85 | Austrália |  | Wuzhong |  |

| 15 de setembro |  | Espanha | 100–63 | Japão |  | Wuzhong |  |

| 16 de setembro |  | Austrália | 98–53 | Japão |  | Wuzhong |  |

| 16 de setembro |  | Argentina | 55–97 | Espanha |  | Wuzhong |  |

### Grupo B
| Time       | Pts | V | D | PP  | PC  |
| ---------- | --- | - | - | --- | --- |
| Brasil     | 6   | 3 | 0 | 264 | 200 |
| China      | 5   | 2 | 1 | 226 | 213 |
| Iugoslávia | 4   | 1 | 2 | 234 | 224 |
| Senegal    | 3   | 0 | 3 | 181 | 268 |

| 14 de setembro |  | Brasil | 85–73 | China |  | Taicang |  |

| 14 de setembro |  | Iugoslávia | 94–66 | Senegal |  | Taicang |  |

| 15 de setembro |  | China | 72–65 | Iugoslávia |  | Taicang |  |

| 15 de setembro |  | Senegal | 52–93 | Brasil |  | Taicang |  |

| 16 de setembro |  | Senegal | 63–81 | China |  | Taicang |  |

| 16 de setembro |  | Brasil | 86–75 | Iugoslávia |  | Taicang |  |

### Grupo C
| Time           | Pts | V | D | PP  | PC  |
| -------------- | --- | - | - | --- | --- |
| Estados Unidos | 6   | 3 | 0 | 274 | 142 |
| Rússia         | 5   | 2 | 1 | 235 | 196 |
| Lituânia       | 4   | 1 | 2 | 201 | 282 |
| Taipé Chinês   | 3   | 0 | 3 | 165 | 255 |

| 14 de setembro |  | Lituânia | 92–80 | Taipé Chinês |  | Zhangjiagang |  |

| 14 de setembro |  | Estados Unidos | 89–55 | Rússia |  | Zhangjiagang |  |

| 15 de setembro |  | Rússia | 97–61 | Lituânia |  | Zhangjiagang |  |

| 15 de setembro |  | Taipé Chinês | 39–80 | Estados Unidos |  | Zhangjiagang |  |

| 16 de setembro |  | Taipé Chinês | 46–83 | Rússia |  | Zhangjiagang |  |

| 16 de setembro |  | Estados Unidos | 105–48 | Lituânia |  | Zhangjiagang |  |

### Grupo D
| Time          | Pts | V | D | PP  | PC  |
| ------------- | --- | - | - | --- | --- |
| França        | 6   | 3 | 0 | 313 | 176 |
| Coreia do Sul | 5   | 2 | 1 | 282 | 231 |
| Cuba          | 4   | 1 | 2 | 222 | 235 |
| Tunísia       | 3   | 0 | 3 | 170 | 345 |

| 14 de setembro |  | Coreia do Sul | 124–70 | Tunísia |  | Changshu |  |

| 14 de setembro |  | França | 92–61 | Cuba |  | Changshu |  |

| 15 de setembro |  | Cuba | 71–78 | Coreia do Sul |  | Changshu |  |

| 15 de setembro |  | Tunísia | 35–131 | França |  | Changshu |  |

| 16 de setembro |  | Tunísia | 65–90 | Cuba |  | Changshu |  |

| 16 de setembro |  | França | 90–80 | Coreia do Sul |  | Changshu |  |

## Fase Final

### Grupo E
| Time       | Pts | V | D | PP  | PC  |
| ---------- | --- | - | - | --- | --- |
| Brasil     | 11  | 5 | 1 | 492 | 176 |
| Austrália  | 11  | 5 | 1 | 524 | 231 |
| China      | 10  | 4 | 2 | 472 | 235 |
| Espanha    | 10  | 4 | 2 | 473 | 345 |
| Iugoslávia | 8   | 2 | 4 | 466 | 235 |
| Argentina  | 7   | 1 | 5 | 352 | 345 |

| 18 de setembro |  | Iugoslávia | 82–93 | Austrália |  | Suzhou |  |

| 18 de setembro |  | Brasil | 85–39 | Argentina |  | Suzhou |  |

| 18 de setembro |  | China | 72–59 | Espanha |  | Suzhou |  |

| 19 de setembro |  | Argentina | 76–83 | Iugoslávia |  | Suzhou |  |

| 19 de setembro |  | Espanha | 78–68 | Brasil |  | Suzhou |  |

| 19 de setembro |  | Austrália | 101–72 | China |  | Suzhou |  |

| 20 de setembro |  | Iugoslávia | 67–81 | Espanha |  | Suzhou |  |

| 20 de setembro |  | Brasil | 75–74 | Austrália |  | Suzhou |  |

| 20 de setembro |  | China | 102–55 | Argentina |  | Suzhou |  |

### Grupo F
| Team           | Pts | V | D | PP  | PV  |
| -------------- | --- | - | - | --- | --- |
| Estados Unidos | 12  | 6 | 0 | 553 | 307 |
| Rússia         | 11  | 5 | 1 | 482 | 368 |
| França         | 10  | 4 | 2 | 511 | 414 |
| Coreia do Sul  | 9   | 3 | 3 | 458 | 484 |
| Lituânia       | 8   | 2 | 4 | 397 | 489 |
| Cuba           | 7   | 1 | 5 | 392 | 466 |

| 18 de setembro |  | Coreia do Sul | 47–92 | Rússia |  | Changzhou |  |

| 18 de setembro |  | Cuba | 44–87 | Estados Unidos |  | Changzhou |  |

| 18 de setembro |  | França | 71–63 | Lituânia |  | Changzhou |  |

| 19 de setembro |  | Estados Unidos | 91–53 | Coreia do Sul |  | Changzhou |  |

| 19 de setembro |  | Lituânia | 63–60 | Cuba |  | Changzhou |  |

| 19 de setembro |  | Rússia | 74–59 | França |  | Changzhou |  |

| 20 de setembro |  | Coreia do Sul | 76–70 | Lituânia |  | Changzhou |  |

| 20 de setembro |  | Cuba | 66–81 | Rússia |  | Changzhou |  |

| 20 de setembro |  | França | 68–101 | Estados Unidos |  | Changzhou |  |

## Fase Final

### Tabela da Competição
|  | Quartas de final         | Quartas de final        |                          |           | Semifinais     | Semifinais     |  |  | Final                    | Final |
|  |                          |                         |                          |           |                |                |  |  |                          |       |
|  | 23 de setembro - Nanjing |                         |                          |           |                |                |  |  |                          |       |
|  |                          |                         |                          |           |                |                |  |  |                          |       |
|  | Brasil                   | 70                      |                          |           |                |                |  |  |                          |       |
|  | Brasil                   | 70                      | 24 de setembro - Nanjing |           |                |                |  |  |                          |       |
|  | Coreia do Sul            | 71                      |                          |           |                |                |  |  |                          |       |
|  | Coreia do Sul            | 71                      | Coreia do Sul            | 53        |                |                |  |  |                          |       |
|  | 23 de setembro - Nanjing |                         | Coreia do Sul            | 53        |                |                |  |  |                          |       |
|  |                          | Rússia                  | 70                       |           |                |                |  |  |                          |       |
|  | China                    | Rússia                  | 70                       | 70        |                |                |  |  |                          |       |
|  | China                    |                         | 25 de setembro - Nanjing | 70        |                |                |  |  |                          |       |
|  | Rússia                   | 86                      |                          |           |                |                |  |  |                          |       |
|  | Rússia                   | 86                      | Rússia                   | 74        |                |                |  |  |                          |       |
|  | 23 de setembro - Nanjing |                         | Rússia                   | 74        |                |                |  |  |                          |       |
|  |                          | Estados Unidos          | 79                       |           |                |                |  |  |                          |       |
|  | Espanha                  | Estados Unidos          | 79                       | 55        |                |                |  |  |                          |       |
|  | Espanha                  | 24 de setembro- Nanjing |                          | 55        |                |                |  |  |                          |       |
|  | Estados Unidos           | 94                      |                          |           |                |                |  |  |                          |       |
|  | Estados Unidos           | 94                      | Estados Unidos           | 71        | Terceiro lugar | Terceiro lugar |  |  |                          |       |
|  | 23 de setembro - Nanjing |                         | Estados Unidos           | 71        | Terceiro lugar | Terceiro lugar |  |  |                          |       |
|  |                          | Austrália               | 56                       |           |                |                |  |  |                          |       |
|  | Austrália                | Austrália               | 56                       | 78        | Coreia do Sul  | 63             |  |  |                          |       |
|  | Austrália                |                         |                          | 78        | Coreia do Sul  | 63             |  |  |                          |       |
|  | França                   | 52                      |                          | Austrália | 91             |                |  |  |                          |       |
|  | França                   | 52                      |                          |           | 91             |                |  |  |                          |       |
|  |                          |                         |                          |           |                |                |  |  | 25 de setembro - Nanjing |       |
|  |                          |                         |                          |           |                |                |  |  |                          |       |

### 5º ao 8º lugar
|  | Fase de Classificação    | Fase de Classificação    |    |                          | 5º lugar                 | 5º lugar |  |
|  |                          |                          |    |                          |                          |          |  |
|  | 24 de setembro - Nanjing |                          |    |                          |                          |          |  |
|  | China                    | 81                       |    |                          |                          |          |  |
|  | Brasil                   | 80                       |    |                          |                          |          |  |
|  |                          |                          |    |                          |                          |          |  |
|  |                          |                          |    |                          | 25 de setembro - Nanjing |          |  |
|  |                          |                          |    |                          | China                    | 72       |  |
|  |                          | Espanha                  | 91 |                          |                          |          |  |
|  |                          |                          |    |                          |                          |          |  |
|  |                          |                          |    |                          |                          |          |  |
|  |                          |                          |    |                          | 7º lugar                 |          |  |
|  | 24 de setembro - Nanjing | 24 de setembro - Nanjing |    | 25 de setembro - Nanjing | 25 de setembro - Nanjing |          |  |
|  | França                   | 59                       |    | Brasil                   | 74                       |          |  |
|  | Espanha                  | 69                       |    |                          | França                   | 65       |  |

### 9º ao 12º lugar
|  | Fase de Classificação      | Fase de Classificação      |    |                            | 9º lugar                   | 9º lugar |  |
|  |                            |                            |    |                            |                            |          |  |
|  | 23 de setembro - Zhenjiang |                            |    |                            |                            |          |  |
|  | Iugoslávia                 | 74                         |    |                            |                            |          |  |
|  | Cuba                       | 76                         |    |                            |                            |          |  |
|  |                            |                            |    |                            |                            |          |  |
|  |                            |                            |    |                            | 24 de setembro - Zhenjiang |          |  |
|  |                            |                            |    |                            | Cuba                       | 92       |  |
|  |                            | Argentina                  | 71 |                            |                            |          |  |
|  |                            |                            |    |                            |                            |          |  |
|  |                            |                            |    |                            |                            |          |  |
|  |                            |                            |    |                            | 11º lugar                  |          |  |
|  | 23 de setembro - Zhenjiang | 23 de setembro - Zhenjiang |    | 24 de setembro - Zhenjiang | 24 de setembro - Zhenjiang |          |  |
|  | Lituânia                   | 65                         |    | Iugoslávia                 | 62                         |          |  |
|  | Argentina                  | 71                         |    |                            | Lituânia                   | 83       |  |

### 13º ao 16º lugar
|  | Fase de Classificação   | Fase de Classificação   |    |                         | 13º lugar               | 13º lugar |  |
|  |                         |                         |    |                         |                         |           |  |
|  | 19 de setembro - Huaian |                         |    |                         |                         |           |  |
|  | Japão                   | 91                      |    |                         |                         |           |  |
|  | Senegal                 | 89                      |    |                         |                         |           |  |
|  |                         |                         |    |                         |                         |           |  |
|  |                         |                         |    |                         | 20 de setembro - Huaian |           |  |
|  |                         |                         |    |                         | Japão                   | 76        |  |
|  |                         | Taipé Chinês            | 61 |                         |                         |           |  |
|  |                         |                         |    |                         |                         |           |  |
|  |                         |                         |    |                         |                         |           |  |
|  |                         |                         |    |                         | 15º lugar               |           |  |
|  | 19 de setembro - Huaian | 19 de setembro - Huaian |    | 20 de setembro - Huaian | 20 de setembro - Huaian |           |  |
|  | Taipé Chinês            | 107                     |    | Senegal                 | 87                      |           |  |
|  | Tunísia                 | 70                      |    |                         | Tunísia                 | 52        |  |

## Prêmios
| Most Valuable Player         |
| ---------------------------- |
| Estados Unidos - Lisa Leslie |

## Classificação Final
| #  | Time           |
| -- | -------------- |
| 1  | Estados Unidos |
| 2  | Rússia         |
| 3  | Austrália      |
| 4  | Coreia do Sul  |
| 5  | Espanha        |
| 6  | China          |
| 7  | Brasil         |
| 8  | França         |
| 9  | Cuba           |
| 10 | Argentina      |
| 11 | Lituânia       |
| 12 | Iugoslávia     |
| 13 | Japão          |
| 14 | Taipé Chinês   |
| 15 | Senegal        |
| 16 | Tunísia        |

## Ligações Externas
- FIBA Archive